# Želivec (Sulice)
Želivec je vesnice v okrese Praha-východ, je součástí obce Sulice. Nachází se 1,5 km na východ od Sulic. Kříží se zde silnice II/603 se silnicí II/107. Je zde evidováno 411 adres. Jezdí tudy směrem do Prahy tři autobusy (335,337,339).

## Další fotografie

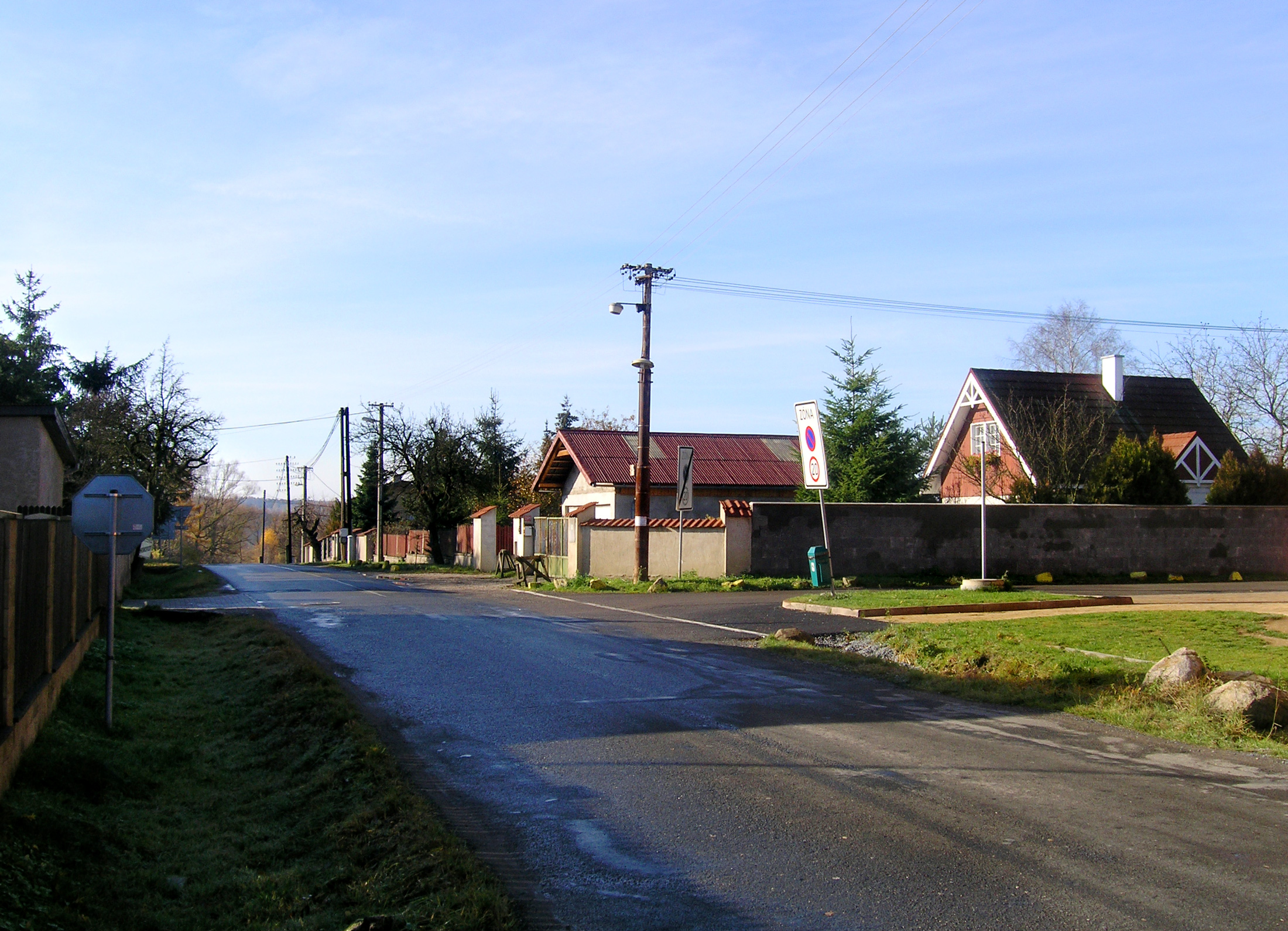
Silnice od Štiřína
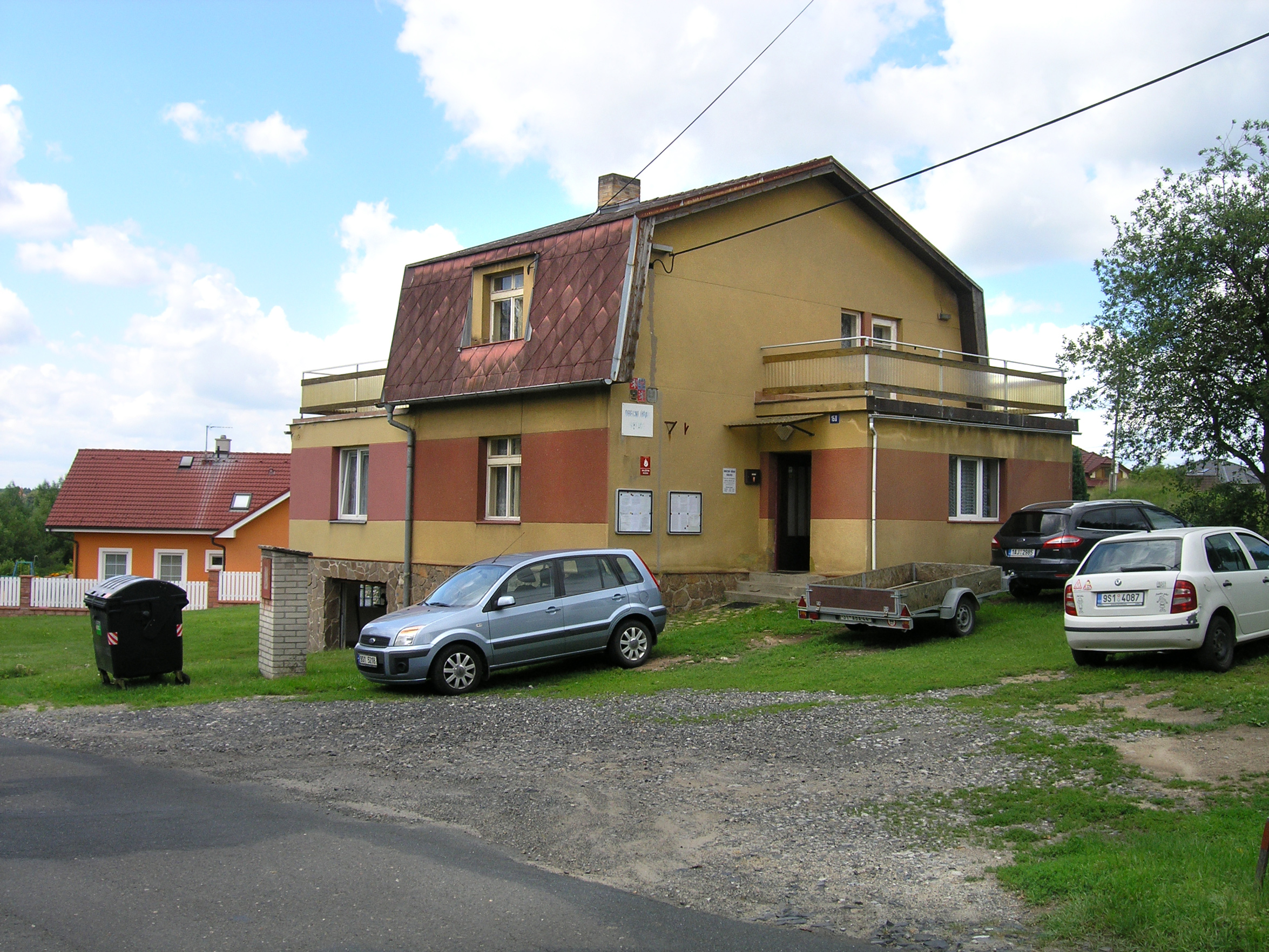
Obecní úřad Sulice umístěný v Želivci